# Gargas (Alta Garonna)
Gargas è un comune francese di 626 abitanti situato nel dipartimento dell'Alta Garonna nella regione dell'Occitania.

## Società

### Evoluzione demografica
Abitanti censiti

## Monumenti

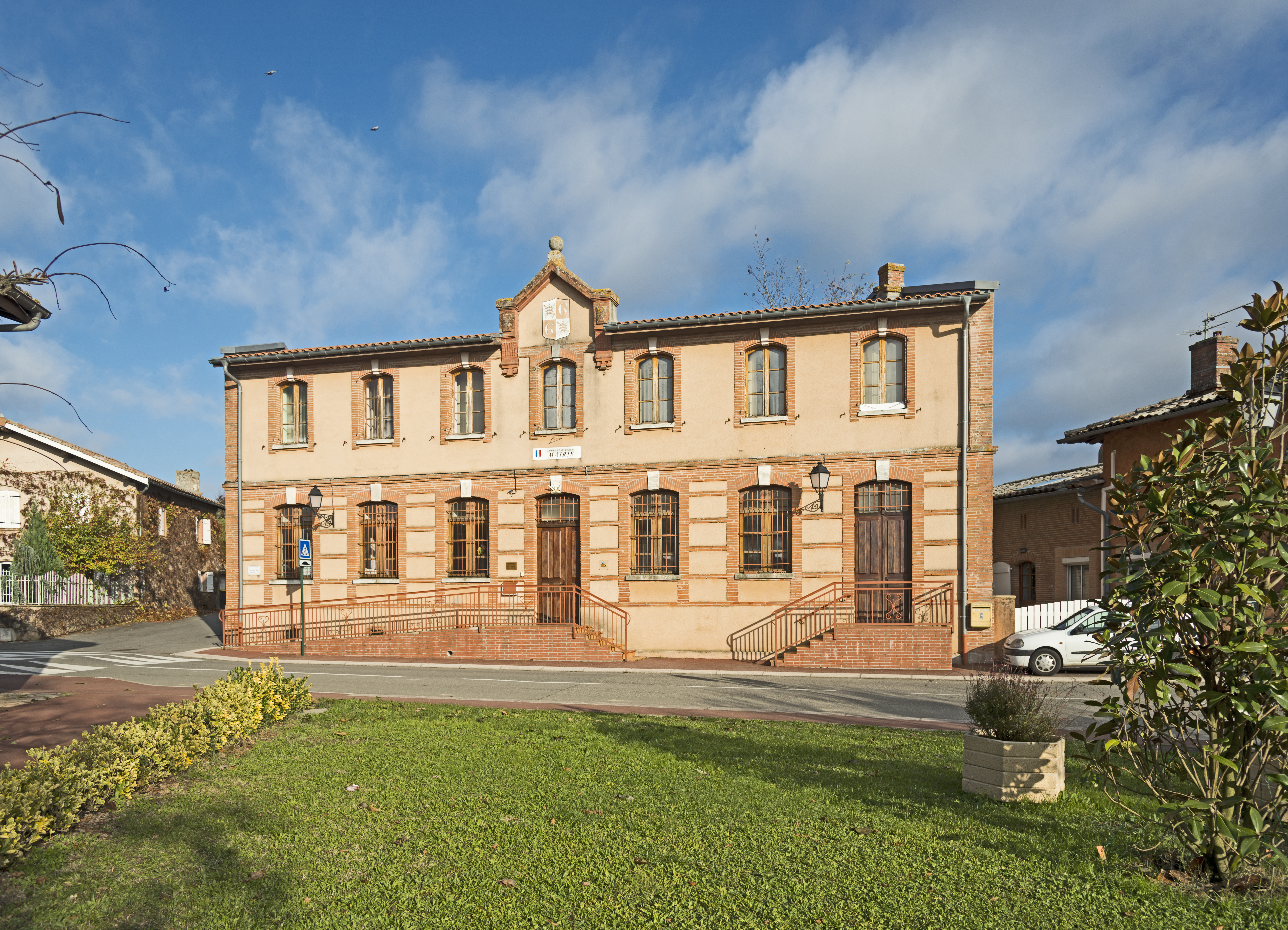
Il municipio.
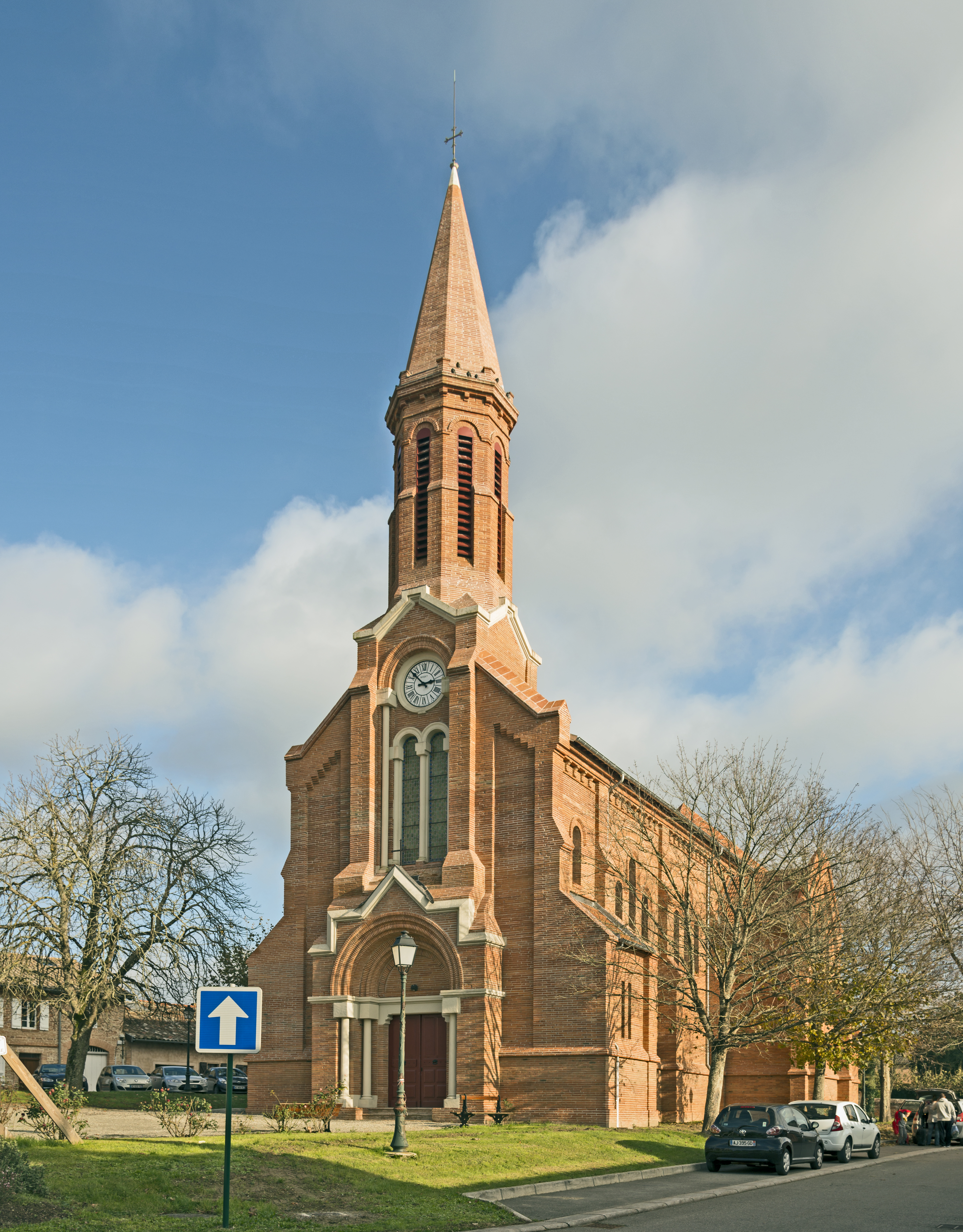
Il municipio.